# Hans Haehnle

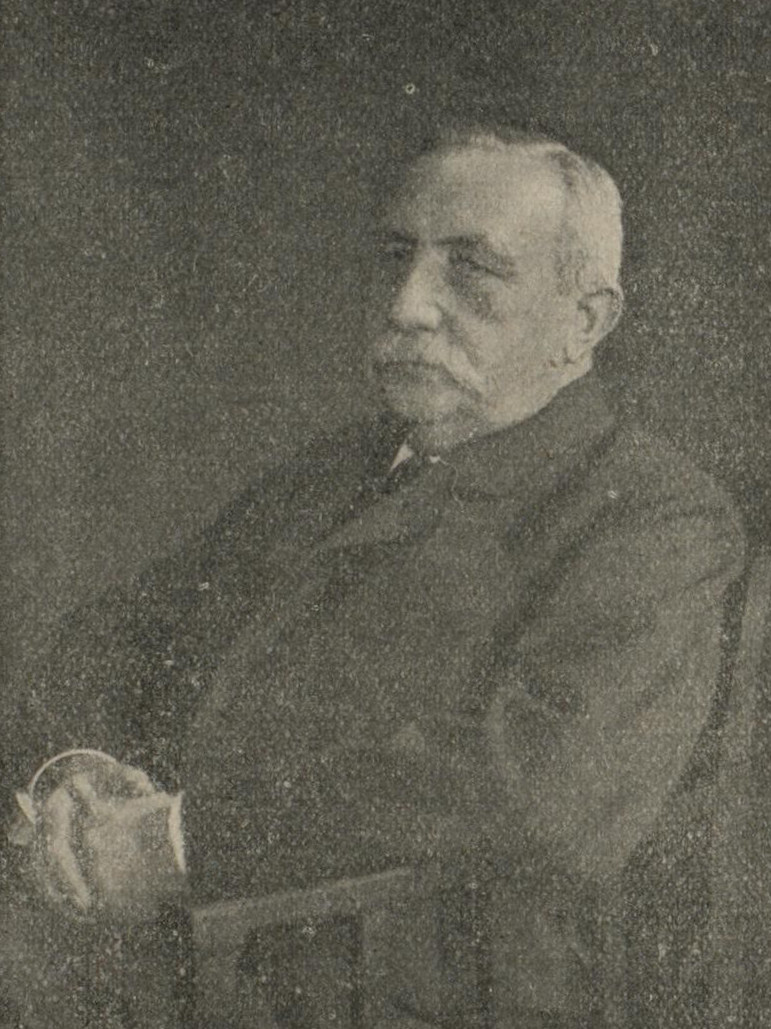
Hans Haehnle, 1909

Hans Haehnle (* 29. Juli 1838 in Giengen an der Brenz; † 5. Juli 1909 in Stuttgart) war ein deutscher Unternehmer und Politiker. Er war mehrfach Mitglied des Deutschen Reichstags und Ehrenbürger der Stadt Giengen. 

## Leben
Haehnle absolvierte eine berufliche Ausbildung beim Färbermeister Hefelen in Giengen. Er lernte in Österreich die Herstellung von Filz kennen, der Vorteile im Vergleich zur heimischen Tuchfabrikation hatte. In Giengen gründete er ein eigenes Unternehmen zur Herstellung von Filz.
Später kaufte er Papierfabriken in Gerschweiler und in Hörbranz (Österreich) sowie 1881 die Filzfabriken in Augsburg, Lambrecht (Pfalz) und Neidenfels. Er gründete die Vereinigten Filzfabriken, denen 1882 noch die Filzfabrik in Fulda angegliedert wurde. 1892 wurde in Reims die Manufacture de Feutres de Reims gegründet, um die hohen Zölle für die Einfuhr nach Frankreich zu vermeiden.
Haehnle war auch wohltätig, unter anderem baute er Arbeiterwohnungen nach damals modernen gesundheitlich Standards, wobei die Initiative dazu auch von seiner mit ihm verheirateten Cousine Lina Hähnle, der Begründerin des Bundes für Vogelschutz, aus dem der Naturschutzbund Deutschland ausging. Haehnle wurde 1908 und seiner Witwe 1930 die Ehrenbürgerwürde der Stadt Giengen verliehen.
Er war Mitglied der Handels- und Gewerbekammer Heidenheim, des Beirats der Zentralstelle für Gewerbe und Handel sowie des Beirats der Königlich Württembergischen Verkehrsanstalten. Vom Februar 1895 bis zum November 1906 besaß er ein Mandat als Abgeordneter für die Volkspartei in der Zweiten Kammer des württembergischen Landtags im Wahlkreis Heidenheim.
Von 1882 bis 1884, von 1890 bis 1893 und von 1895 bis 1903 war er Mitglied des Deutschen Reichstags als Abgeordneter für den Wahlkreis Württemberg 14 (Ulm, Heidenheim, Geislingen) und Mitglied der Deutschen Volkspartei. 1882 und 1895 wurde er jeweils in einer Ersatzwahl gewählt, nachdem die vorangegangenen Reichstagswahlen für ungültig erklärt worden waren.